# Ponta das Galhetas
Vista do Mirante das Galhetas
Ponta das Galhetas é uma região localizada no município de Guarujá que delimita a Praia das Astúrias da Praia do Tombo. Possui vários condomínios de luxo destinados à classe alta, sendo uma das áreas mais valorizadas do Guarujá.

## Curiosidades
No seu topo, encontra-se o Mirante das Galhetas que possui uma ampla visão para o mar, na região que se delimita a Praia das Astúrias da Praia do Tombo.
Ao seu lado, há o Morro da Caixa D'Água, que possui acesso ao público, onde há em seu topo um mirante para Praia do Tombo.
Em 2007, os moradores dos condomínios dessa região criaram a Associação dos Moradores da Ponta das Galhetas com o intuito de melhorar a segurança da região e discutir projetos conjuntos. Ela foi encerrada em 2011.
A região é alvo de estudos acadêmicos de Geologia, por apresentar formação incomum, sendo a única do Litoral Paulista.